# Athermane
Le terme d'athermane, dans le domaine de l'astronautique, qualifie :
- soit un matériau ou une structure qui ne transmet pas la chaleur dans certaines conditions,
- soit les conditions aux limites entre un corps et un écoulement fluide lorsqu'il n'y a pas d'échange de chaleur à travers la surface de séparation.

Le terme correspondant en anglais est athermanous.

## Référence
Droit français : arrêté du 20 février 1995 relatif à la terminologie des sciences et techniques spatiales.